# GDF5
GDF5‏ (Growth differentiation factor 5) هوَ بروتين يُشَفر بواسطة جين GDF5 في الإنسان.